# Edward John Stanley, 2. baron Alderley
Edward John Stanley, 2. baron Alderley (Edward John Stanley, 2nd Baron Stanley of Alderley, 1st Baron Stanley of Eddisbury, 8th Baronet Stanley of Alderley) (13. listopadu 1802 – 16. června 1869) byl britský politik. Několik let byl poslancem Dolní sněmovny a od mládí zároveň zastával nižší úřady ve vládě, později byl ministrem obchodu (1855–1858) a generálním poštmistrem (1860–1866). Od roku 1848 byl členem Sněmovny lordů, na rozdíl od hlavní rodové linie hrabat z Derby patřil k whigům.

## Kariéra

Erb Stanleyů v linii baronů z Alderley

Pocházel z významného šlechtického rodu Stanleyů, patřil k linii, která sídlila na zámku Alderley Park v Cheshire a od roku 1660 užívala titul baroneta. Byl synem Johna Stanleye, 1. barona z Alderley (1766–1850) a pocházel z dvojčat, bratr William Owen Stanley (1802–1884) byl přes třicet let poslancem Dolní sněmovny. Edward studoval v Etonu a Oxfordu, poté pobýval na kavalírské cestě v Itálii. V letech 1831–1841 a poté krátce 1847–1848 byl členem Dolní sněmovny za stranu whigů. Krátce po vstupu do parlamentu začal zastávat nižší funkce ve vládě, byl státním podsekretářem války a kolonií (1833–1834), státním podsekretářem vnitra (1834–1835 a 1841) a státním podtajemníkem na ministerstvu financí (1835-1841). Krátce před pádem Melbournovy vlády byl dva měsíce generálním intendantem armády (Paymaster General, 1841), od roku 1841 byl zároveň členem Tajné rady. V Russellově vládě byl státním podsekretářem zahraničí (1846–1852) , mezitím v roce 1848 získal titul barona z Eddisbury a vstoupil do Sněmovny lordů, po otci pak v roce 1850 zdědil titul barona z Alderley. Později se dvakrát vrátil do úřadu generálního intendanta armády, zároveň s tím zastával funkci viceprezidenta úřadu pro obchod (1852 a 1853–1855). V Palmerstonově vládě byl ministrem obchodu (President of the Board of Trade, 1855–1858) a nakonec generálním poštmistrem (1860–1866). Mimo jiné byl smírčím soudcem a zástupcem lorda místodržitele v hrabství Cheshire, kde vlastnil statky.

## Rodina

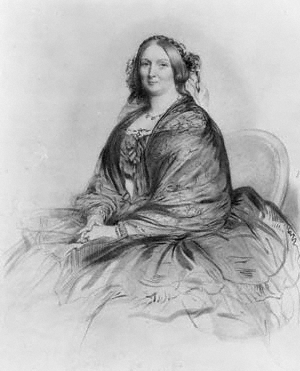
Baronka Henrietta Stanleyová z Alderley, rozená Dillonová (1860)

V Itálii se v roce 1827 oženil s Henriettou Dillon-Lee (1807–1895), dcerou 13. vikomta Dillona, která se dlouhodobě snažila o zlepšení vzdělávání dívek v Anglii. Měli spolu deset dětí, baronské tituly zdědili postupně dva synové. Starší Henry Stanley, 3. baron Alderley (1827–1903), v mládí působil v diplomacii a v roce 1869 konvertoval k islámu. Po něm byl dědicem titulů mladší Edward Stanley, 4. baron Alderley (1839–1925), který byl předtím několik let poslancem Dolní sněmovny. Současným představitelem této linie Stanleyů je Richard Oliver Stanley, 9. baron Alderley a 8. baron Eddisbury (*1956).